# Friends (chanson de Scooter)
Pour les articles homonymes, voir Friends (homonymie).
Singles de Scooter
Move Your Ass!
(1994) Endless Summer
(1995)
Friends est une chanson de Scooter extraite de l'album ...and the Beat Goes On!. La chanson apparaît sur The Move Your Ass E.P., sorti uniquement au Royaume-Uni.

## Liste des pistes
| 1. | Friends                         | 4:40 |
| 2. | Friends (Single Edit)           | 3:47 |
| 3. | Friends (Ramon Zenker Club Mix) | 5:32 |
| 4. | Friends (Jeyenne Mix)           | 4:30 |

## Sample et remix
Friends a été samplé dans une chanson :
- Friends de Frank Raven (2006).

Friends a été remixé par Scooter en 2011 sous le titre Friends Turbo.

## Classements et certifications

### Classements hebdomadaires

#### Friends
| Classement (1995)             | Meilleure position |
| ----------------------------- | ------------------ |
| Allemagne (Media Control AG)  | 3                  |
| Autriche (Ö3 Austria Top 40)  | 15                 |
| Irlande (IRMA)                | 26                 |
| Italie (FIMI)                 | 24                 |
| Pays-Bas (Nederlandse Top 40) | 24                 |
| Pays-Bas (Single Top 100)     | 38                 |
| Suisse (Schweizer Hitparade)  | 15                 |

#### The Move Your Ass E.P.
| Classement (1995)              | Meilleure position |
| ------------------------------ | ------------------ |
| Royaume-Uni (UK Singles Chart) | 23                 |

### Certifications
| Pays             | Certification | Date | Ventes  |
| ---------------- | ------------- | ---- | ------- |
| Allemagne (BVMI) | Or            | 1995 | 250 000 |